# Давиденко Лідія Федотівна
Лідія Федотівна Давиденко (нар. 16 вересня 1926, тепер Луганська область — ?) — українська радянська діячка, новатор сільськогосподарського виробництва, ланкова колгоспу імені Леніна Сватівського району Луганської області. Депутат Верховної Ради УРСР 7-го скликання.

## Біографія
Народилася у бідній селянській родині. Навчалася у сільській школі. Трудову діяльність розпочала у 1941 році у колгоспі села Нижня Дуванка Сватівського району Ворошиловградської (Луганської) області.
У 1940-х роках закінчила курси механізаторів, чотири роки працювала трактористкою машинно-тракторної станції Сватівського району Ворошиловградської (Луганської) області.
З кінця 1940-х років — ланкова колгоспу імені Леніна смт. Нижня Дуванка Сватівського району Луганської області. У 1966 році ланка Лідії Давиденко виростила по 313 центнерів цукрових буряків на кожному гектарі.
Потім — на пенсії у смт. Нижня Дуванка Сватівського району Луганської області.

## Нагороди
- ордени
- медалі